# كريستوفر دوغلاس
كريستوفر دوغلاس (بالإنجليزية: Christopher Douglas)‏ هو ممثل أمريكي، ولد في 29 أغسطس 1969 في الولايات المتحدة.

## وصلات خارجية
- كريستوفر دوغلاس على موقع IMDb (الإنجليزية)
- كريستوفر دوغلاس على موقع قاعدة بيانات الفيلم (الإنجليزية)